# Выхино (электродепо)
Электродепо́ «Вы́хино» (ТЧ-11) — электродепо Московского метрополитена, обслуживающее Таганско-Краснопресненскую линию с 12 декабря 1966 года. До 13 января 1989 года называлось «Жда́новское».

## Обслуживаемые линии
| Линия                      | Период                                                        |
| -------------------------- | ------------------------------------------------------------- |
| Таганско-Краснопресненская | 1966 — настоящее время (до 1975 — единственное депо на линии) |

## Обустройство
В депо оборудовано 22 места для ночного отстоя поездов, новых не предусмотрено.

## Подвижной состав

### Пассажирский подвижной состав
| Тип вагонов             | Период                 | Вагонов в составе | Состояние               |
| ----------------------- | ---------------------- | ----------------- | ----------------------- |
| Е                       | 1966—1978              | 6                 | списаны                 |
| Еж, Еж1, Ем-508, Ем-509 | 1971—1974              | 7                 | списаны                 |
| Еж-3/Ем-508Т            | 1974—2018              | 8                 | списаны                 |
| 81-717/714              | 2012—2016              | 8                 | списаны                 |
| 81-760/761 «Ока»        | 2015—2018              | 8                 | переданы                |
| 81-760А/761А/763А «Ока» | 2016—2018              | 8                 | переданы                |
| 81-765/766/767 «Москва» | 2017 — настоящее время | 8                 | регулярная эксплуатация |

31 октября 2015 года в депо поступил первый состав из вагонов 81-760/761 «Ока»  для обучения машинистов. С 11 декабря 2015 года началась пассажирская эксплуатация новых вагонов. 26 марта 2018 года эксплуатация вагонов типа 81-760/761 «Ока» на Таганско-Краснопресненской линии была прекращена.
27 января 2016 в депо поступили два состава «Ока» модификации 81-760А/761А/763А со сквозным проходом, ранее работавшие на Серпуховско-Тимирязевской линии. С 3 февраля 2016 года началась эксплуатация с пассажирами на Таганско-Краснопресненской линии. 15 февраля в депо поступил третий поезд 81-760А/761А/763А «Ока», с 12 апреля 2016 года в пассажирской эксплуатации. В январе 2018 года первые два поезда прекратили эксплуатацию на Таганско-Краснопресненской линии, спустя месяц завершил работу последний третий состав. Все три поезда являлись именными и носили названия «Поезд Победы», «80 лет в ритме столицы» и «Космический поезд» соответственно.
Со 2 июля 2016 года депо прекратило эксплуатацию вагонов 81-717/714, оставшиеся вагоны были переданы в депо «Замоскворецкое», «Свиблово» и «Фили».
1 февраля 2017 года в депо поступил первый состав модели 81-765/766/767 «Москва» со сквозным проходом. С 14 апреля 2017 года электропоезда этого типа начали эксплуатироваться с пассажирами. На момент запуска в депо насчитывалось 6 составов.
В мае 2018 года поезда модели 81-765/766/767 «Москва» полностью заменили старые составы из вагонов типа Еж3/Ем-508Т, являвшиеся основой парка депо «Выхино» на протяжении 45 лет.